# Pogodba iz Waitangija
Pogodba iz Waitangija (maorsko Te Tiriti o Waitangi) je dokument osrednjega pomena za zgodovino Nove Zelandije, njeno ustavo in njen nacionalni mit. Imela je pomembno vlogo pri obravnavanju prebivalstva Maori na Novi Zelandiji s strani zaporednih vlad in širšega prebivalstva, vloga, ki je bila še posebej vidna od poznega 20. stoletja. Pogodbeni dokument je sporazum, ne pogodba, kot jo priznava mednarodno pravo, in nima neodvisnega pravnega statusa, saj je pravno učinkovit samo v obsegu, ki ga priznavajo različni zakoni. Prvič so jo 6. februarja 1840 podpisali kapitan William Hobson kot konzul britanske krone in maorski poglavarji (rangatira) s Severnega otoka Nove Zelandije.
Pogodba je bila napisana v času, ko je Novozelandska družba, ki je delovala v imenu velikega števila naseljencev in bodočih naseljencev, ustanavljala kolonijo na Novi Zelandiji in ko so nekateri maorski voditelji zaprosili Britance za zaščito pred francoskimi ambicijami. Pripravljen je bil z namenom ustanovitve britanskega guvernerja Nove Zelandije, priznanja lastništva Maorov nad njihovimi zemljišči, gozdovi in drugimi posestmi ter podelitve Maorjem pravic britanskih podanikov. Britanska krona je želela zagotoviti, da ko bo namestnik guvernerja Hobson maja 1840 podal izjavo o britanski suverenosti nad Novo Zelandijo, ljudstvo Māori ne bo čutilo, da so bile njihove pravice prezrte. Ko je bila napisana in prevedena, so jo prvi podpisali voditelji severnih Maorov v Waitangiju. Kopije so nato razvažali po Novi Zelandiji in v naslednjih mesecih so podpisali številni drugi poglavarji. Približno 530 do 540 Maorov, od tega najmanj 13 žensk, je podpisalo maorsko jezikovno različico pogodbe iz Waitangija, kljub temu, da so nekateri maorski voditelji svarili pred tem. Samo 39 jih je podpisalo angleško različico. Takojšnja posledica pogodbe je bila, da je vlada kraljice Viktorije pridobila izključno pravico do nakupa zemlje. Skupaj obstaja devet podpisanih izvodov pogodbe iz Waitangija, vključno z listom, podpisanim 6. februarja 1840 v Waitangiju.
Besedilo pogodbe vključuje preambulo in tri člene. Je dvojezično, z maorskim besedilom, prevedenim v kontekstu tistega časa iz angleščine.
- Prvi člen maorskega besedila podeljuje upravljavske pravice kroni, medtem ko angleško besedilo prepušča »vse pravice in pooblastila suverenosti« kroni.
- Drugi člen maorskega besedila določa, da bodo Māori obdržali polno poglavarstvo nad svojimi deželami, vasmi in vsemi svojimi zakladi, medtem ko angleško besedilo vzpostavlja nadaljnjo lastnino Maorov nad njihovimi deželami in vzpostavlja izključno prednostno pravico krone.
- Tretji člen daje Maorom polne pravice in zaščito kot britanskim podanikom.

Ker nekatere besede v angleški pogodbi niso bile neposredno prevedene v pisni maorski jezik tistega časa, maorsko besedilo ni natančen prevod angleškega besedila, zlasti v zvezi s pomenom imeti in prepustiti suverenost. Te razlike so povzročile nesoglasja v desetletjih po podpisu, kar je sčasoma prispevalo k novozelandskim vojnam od 1845 do 1872 in nadaljevalo do poravnav pogodbe, ki so se začele v zgodnjih 1990-ih.
V drugi polovici 19. stoletja so Maori na splošno izgubili nadzor nad večino zemlje, ki so jo imeli v lasti, včasih z zakonito prodajo, pogosto pa z nepoštenimi posli, naseljenci so zasedli zemljo, ki ni bila prodana, ali z dokončnimi zaplembami v nadaljevanju novozelandskih vojn. V obdobju po novozelandskih vojnah je novozelandska vlada večinoma ignorirala pogodbo in sodna sodba leta 1877 jo je razglasila za »preprosto ničnost«. Z začetkom v 1950-ih so si Māori vedno bolj prizadevali uporabiti pogodbo kot podlago za zahteve dodatnih pravic do suverenosti in pridobitev izgubljene zemlje, vlade v 1960-ih in 1970-ih pa so se odzvale na te argumente in pogodbi dajale vse bolj osrednjo vlogo pri razlagi zemljiške pravice in odnosi med Maori in državo. Leta 1975 je novozelandski parlament sprejel Waitangijev zakon, s katerim je ustanovil Waitangi Tribunal kot stalno preiskovalno komisijo, zadolženo za razlago pogodbe, raziskovanje kršitev pogodbe s strani krone ali njenih agentov in predlaganje pravnih sredstev. V večini primerov priporočila sodišča niso zavezujoča za krono, vendar so bile različnim skupinam Maorov dodeljene poravnave v skupni vrednosti skoraj 1 milijarde dolarjev. Različna zakonodaja, sprejeta v drugi polovici 20. stoletja, se je sklicevala na pogodbo, kar je privedlo do ad hoc vključitve pogodbe v zakon. Pogodba je vedno bolj priznana kot temeljni dokument v razvijajoči se nenapisani ustavi Nove Zelandije.
Zakon o dnevu Nove Zelandije iz leta 1973 je ustanovil dan Waitangi kot državni praznik v spomin na podpis pogodbe.

## Besedilo pogodbe

### Preambula
| Angleščina | Prevod |
| --- | --- |
| HER MAJESTY VICTORIA Queen of the United Kingdom of Great Britain and Ireland regarding with Her Royal Favor the Native Chiefs and Tribes of New Zealand and anxious to protect their just Rights and Property and to secure to them the enjoyment of Peace and Good Order has deemed it necessary in consequence of the great number of Her Majesty's Subjects who have already settled in New Zealand and the rapid extension of Emigration both from Europe and Australia which is still in progress to constitute and appoint a functionary properly authorised to treat with the Aborigines of New Zealand for the recognition of Her Majesty's Sovereign authority over the whole or any part of those islands – Her Majesty therefore being desirous to establish a settled form of Civil Government with a view to avert the evil consequences which must result from the absence of the necessary Laws and Institutions alike to the native population and to Her subjects has been graciously pleased to empower and to authorise me William Hobson a Captain in Her Majesty's Royal Navy Consul and Lieutenant-Governor of such parts of New Zealand as may be or hereafter shall be ceded to her Majesty to invite the confederated and independent Chiefs of New Zealand to concur in the following Articles and Conditions. | NJENO VELIČANSTVO VIKTORIJA, kraljica Združenega kraljestva Velike Britanije in Irske, je v zvezi z novozelandskimi domorodnimi poglavarji in plemeni ter v želji po zaščiti njihovih pravic in premoženja ter zagotavljanju miru in reda zaradi velikega števila podložnikov njenega veličanstva, ki so se že naselili na Novi Zelandiji, in hitrega širjenja izseljevanja iz Evrope in Avstralije, ki še vedno poteka, ocenila za potrebno, da se imenuje uradnik, ki bo ustrezno pooblaščen za pogajanja z novozelandskimi domorodci za priznanje suverene oblasti njenega veličanstva nad celotnim ali katerim koli delom teh otokov. Njeno veličanstvo si je zato želelo vzpostaviti ustaljeno obliko civilne vlade, da bi preprečilo zle posledice, ki bi lahko nastale zaradi odsotnosti potrebnih zakonov in institucij tako za domorodno prebivalstvo kot za njene podložnike, zato je bilo milostno pooblaščeno, da me pooblasti, Williama Hobsona, kapitana kraljeve mornarice njenega veličanstva, konzula in namestnika guvernerja tistih delov Nove Zelandije, ki bodo ali bodo v prihodnje prepuščeni njenemu veličanstvu, da povabim ... konfederacijski in neodvisni poglavarji Nove Zelandije se strinjajo z naslednjimi členi in pogoji. |

### Prvi člen
| Angleščina | Prevod |
| --- | --- |
| The Chiefs of the Confederation of the United Tribes of New Zealand and the separate and independent Chiefs who have not become members of the Confederation cede to Her Majesty the Queen of England absolutely and without reservation all the rights and powers of Sovereignty which the said Confederation or Individual Chiefs respectively exercise or possess, or may be supposed to exercise or to possess over their respective Territories as the sole sovereigns thereof. | Poglavarji Konfederacije združenih plemen Nove Zelandije in ločeni in neodvisni poglavarji, ki niso postali člani Konfederacije, absolutno in brez pridržkov odstopajo njenemu veličanstvu angleški kraljici vse pravice in pooblastila suverenosti, ki jih omenjena Konfederacija ali posamezni poglavarji izvajajo ali imajo ali naj bi izvajali ali imeli na svojih ozemljih kot edini suvereni. |

### Drugi člen
| Angleščina | Prevod |
| --- | --- |
| Her Majesty the Queen of England confirms and guarantees to the Chiefs and Tribes of New Zealand and to the respective families and individuals thereof the full exclusive and undisturbed possession of their Lands and Estates Forests Fisheries and other properties which they may collectively or individually possess so long as it is their wish and desire to retain the same in their possession; but the Chiefs of the United Tribes and the individual Chiefs yield to Her Majesty the exclusive right of Preemption over such lands as the proprietors thereof may be disposed to alienate at such prices as may be agreed upon between the respective Proprietors and persons appointed by Her Majesty to treat with them in that behalf. | Njeno veličanstvo angleška kraljica potrjuje in jamči poglavarjem in plemenom Nove Zelandije ter njihovim družinam in posameznikom polno izključno in nemoteno posest njihovih zemljišč in posesti, gozdov, ribiških zemljišč in drugega premoženja, ki ga lahko posedujejo skupaj ali posamično, dokler si to želijo in želijo obdržati v svoji posesti; vendar poglavarji združenih plemen in posamezni poglavarji dajejo njenemu veličanstvu izključno predkupno pravico nad takimi zemljišči, ki jih lastniki le-teh želijo odtujiti po cenah, o katerih se dogovorijo posamezni lastniki in osebe, ki jih njeno veličanstvo imenuje za pogajanja z njimi v tem imenu. |

### Tretji člen
| Angleščina | Prevod |
| --- | --- |
| In consideration thereof Her Majesty the Queen of England extends to the Natives of New Zealand Her royal protection and imparts to them all the Rights and Privileges of British Subjects. (signed) William Hobson, Lieutenant-Governor. Now therefore We the Chiefs of the Confederation of the United Tribes of New Zealand being assembled in Congress at Victoria in Waitangi and We the Separate and Independent Chiefs of New Zealand claiming authority over the Tribes and Territories which are specified after our respective names, having been made fully to understand the Provisions of the foregoing Treaty, accept and enter into the same in the full spirit and meaning thereof in witness of which we have attached our signatures or marks at the places and the dates respectively specified. Done at Waitangi this Sixth day of February in the year of Our Lord one thousand eight hundred and forty. | V zvezi s tem njeno veličanstvo angleška kraljica izkazuje novozelandskim domorodcem svojo kraljevo zaščito in jim podeljuje vse pravice in privilegije britanskih podložnikov. (podpis) William Hobson, namestnik guvernerja. Zato mi, poglavarji Konfederacije združenih plemen Nove Zelandije, zbrani v kongresu v Viktoriji v Waitangiju, in mi, ločeni in neodvisni poglavarji Nove Zelandije, ki zahtevamo oblast nad plemeni in ozemlji, ki so navedena za našimi imeni, potem ko smo bili v celoti seznanjeni z določbami prejšnje pogodbe, jo sprejemamo in sklepamo v njenem polnem duhu in pomenu, v potrditev česar smo priložili svoje podpise ali oznake na določenih mestih in datumih. Sklenjeno v Waitangiju šestega februarja leta Gospodovega tisoč osemsto štirideset. |